# Charaka

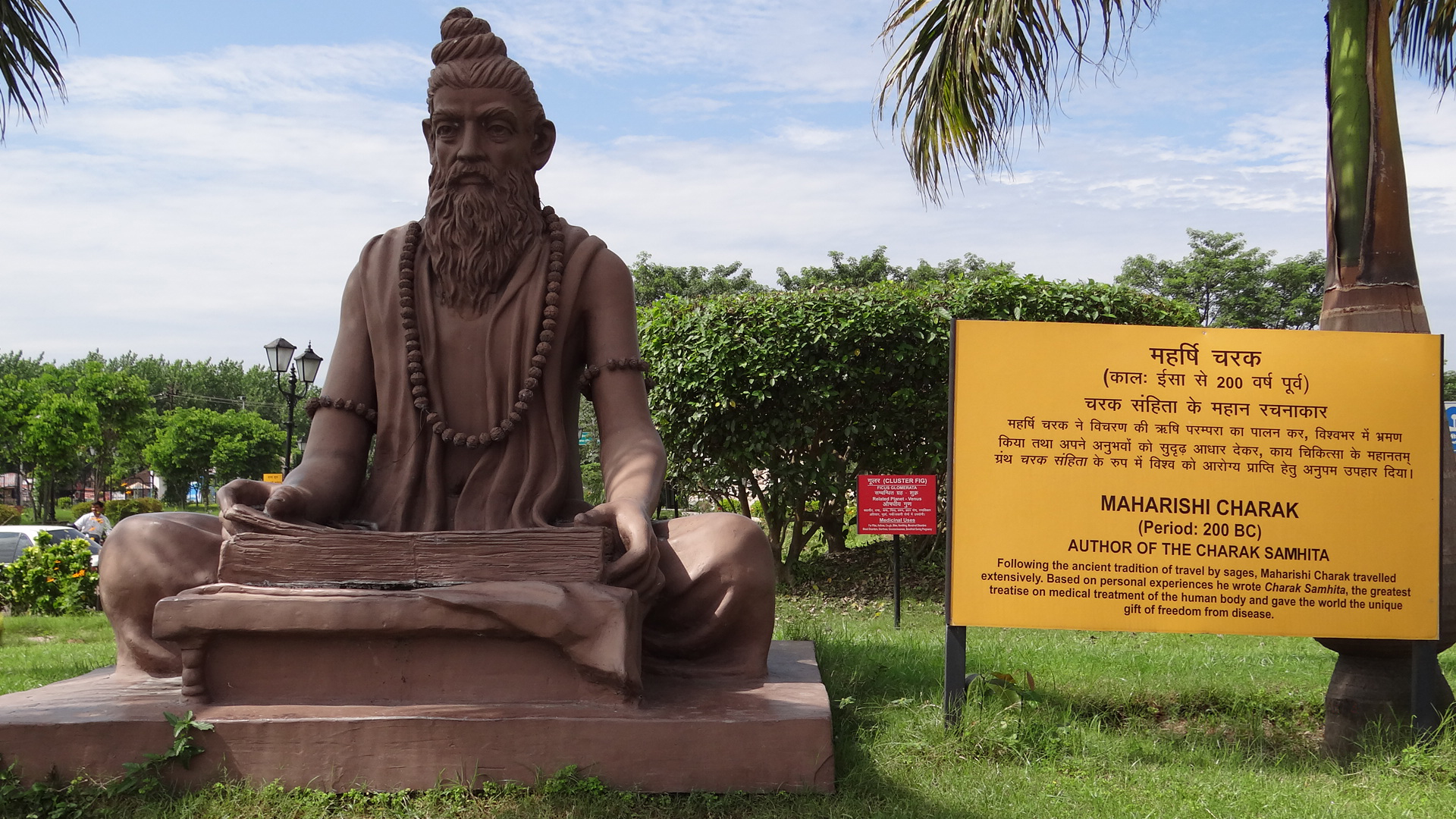

Charaka (în sanscrită, चरक) sau Caraka a fost un mare medic indian, celebru pentru scrierea Charaka Samhita și pentru contribuțiile aduse la Ayurveda, sistemul clasic medical indian, ce a avut ca origine Vedele sacre.

## Biografie
Datele privind viața sa sunt nesigure. S-a născut în jurul anului 300 î.Hr. și aparținea unei familii brahmanice.

## Contribuții
Charaka a fost primul medic ce a prezentat conceptele de digestie, metabolism și imunitate. Se pare că avea și cunoștințe avansate de genetică, deoarece susținea că unele defecte ce apar la naștere, precum obirea, paralizia, nu sunt datorate unor defecte similare ale părinților, ci unor defecte apărute la nivelul secrețiilor gonadice ale acestora (ovulele sau spematozoizii), lucru admis și de medicina modernă.
Charaka a studiat amănunțit și anatomia umană.